# Zhang Chunxian
Zhang Chunxian (chinesisch 张春贤; * 12. Mai 1953 in Yuzhou, Henan) ist ein chinesischer Politiker der Kommunistischen Partei Chinas (KPCh), der unter anderem zwischen 2002 und 2005 Minister für Verkehrswesen, von 2005 bis 2010 Sekretär der KPCh der Provinz Hunan sowie zwischen 2010 und 2016 Sekretär der KPCh des Uigurischen Autonomen Gebietes Xinjiang war. Er war ferner von 2012 bis 2017 Mitglied des Politbüros der Kommunistischen Partei Chinas und ist seit 2018 Vize-Vorsitzender des Ständigen Ausschuss des Nationalen Volkskongresses.

## Leben
Zhang Chunxian, der zum Han-Volk gehört, trat 1970 in die Volksbefreiungsarmee ein und diente zwischen 1970 und 1975 als Soldat im Militärbezirk Wuhan. 1972 wurde er Mitglied der Kommunistischen Partei Chinas (KPCh) und war von 1975 bis 1976 Kader in der Volkskommune Chengguan in Yuzhou. Im Anschluss absolvierte er zwischen 1976 und 1980 ein Studium an der Dongbei-Schule für Schwermaschinenbau, der heutigen Yanshan-Universität in Qinhuangdao, und fand nach seinem Abschluss mit einem Bachelor verschiedene Verwendungen als Ingenieur. 1991 wurde er Leiter des Referats für Aufsicht der Abteilung Maschinenindustrie des Ministeriums für Disziplinaraufsicht und danach 1992 erst stellvertretender Direktor sowie zwischen 1993 und 1995 Direktor der Staatlichen Verpackungsgesellschaft (China National Packaging Corporation). Er war zugleich zwischen 1993 und 1995 Sekretär des Parteikomitees der China National Packaging Corporation. Danach war er von 1995 bis 1997 als Assistent des Gouverneurs von Yunnan He Zhiqiang tätig und wechselte 1997 ins Ministerium für Verkehrswesen. Dort war er zwischen 1998 und 2002 Vize-Minister für Verkehrswesen sowie Mitglied der Parteiführungsgruppe des Ministeriums. Zudem absolvierte er von 1998 und 2002 ein Studium an der Polytechnischen Universität Harbin in der Provinz Heilongjiang, das er mit einem Master abschloss. Des Weiteren war er 2000 Absolvent der Zentralen Parteihochschule der Kommunistischen Partei Chinas.
Im Oktober 2002 wurde Zhang als Nachfolger von Huang Zhendong als Minister für Verkehrswesen und bekleidete dieses Amt im Staatsrat der Volksrepublik China bis Dezember 2005, woraufhin Li Shenglin seine Nachfolge antrat. Zugleich war er zwischen Oktober 2002 und Dezember 2005 auch Sekretär der Parteiführungsgruppe des Ministeriums für Verkehrswesen. Auf dem XVI. Parteitag der KPCh (8. bis 14. November 2002) wurde er zudem Mitglied des Zentralkomitees (ZK) und gehört diesem seither an. im Dezember 2005 löste er Yang Zhengwu als Sekretär des Parteikomitees der Provinz Hunan ab und hatte diese Funktion bis zu seiner Ablösung durch Zhou Qiang im April 2010 inne. Er war zugleich zwischen 2005 und 2010 auch Mitglied des Ständigen Ausschusses des Parteikomitees der Provinz Hunan. Als Nachfolger von Yang Zhengwu fungierte er zwischen 2006 und seiner Ablösung durch Zhou Qiang 2010 ferner als Vorsitzender des Ständigen Ausschusses des Volkskongresses der Provinz Hunan.
Am 24. April 2010 löste Zhang Chunxian Wang Lequan als Sekretär des Parteikomitees des Uigurischen Autonomen Gebietes Xinjiang ab und verblieb auf diesem Posten bis zum 29. August 2016, woraufhin Chen Quanguo sein dortiger Nachfolger wurde. Er war zugleich von 2010 bis 2016 Mitglied des Ständigen Ausschusses des Parteikomitees des Uigurischen Autonomen Gebietes Xinjiang. Nach den Unruhen in Ürümqi setzte er die repressive Politik des Vorgängers fort. Im Jahr 2011 erklärte Zhang in einer Grundsatzrede, die Assimilation der Uiguren geschehe zugunsten der Zukunftsfähigkeit im gegenwärtigen Zeitalter. 2012 erwähnte er erstmals Kampagnen zum Thema „De-Extremifizierung“ und begann, „wilde Imame“ und „islamische Extremisten“ zu „behandeln“. 2014 wurde das Umerziehungslager in Xinjiang gegründet.
Auf dem XVIII. Parteitag der KPCh (8. bis 14. November 2012) wurde Zhang außerdem Mitglied des Politbüros der Kommunistischen Partei Chinas und gehörte diesem Führungsgremium der KPCh bis zum 25. Oktober 2017 an. Auf dem XIX. Parteitag der KPCh (18. bis 25. Oktober 2017) wurde er nicht nur wieder zum Mitglied des ZK der KPCh gewählt, sondern auch Mitglied der Zentralen Nationalen Sicherheitskommission des ZK sowie der Zentralen Lenkungsgruppe für Xinjiang-Angelegenheiten des ZK. Am 17. März 2018 erfolgte seine Wahl zu einem der Vize-Vorsitzenden des Ständigen Ausschuss des Nationalen Volkskongresses.
Am 7. Dezember 2020 wurde er in der Liste der Specially Designated Nationals and Blocked Persons aufgrund der „Untergrabung der Autonomie Hongkongs und Einschränkung der Meinungs- und Versammlungsfreiheit“ aufgelistet.